# Mika Orasmaa
Mika Orasmaa (Valkeala, Finlàndia, 1976) és un director de fotografia finlandès.
Mika Orasmaa va estudiar a la Universitat d'Art i Disseny de Hèlsinki i, des de 1997, va treballar com a director de fotografia per a cinema i televisió. Les seves pel·lícules més conegudes són Rare Exports: A Christmas Tale, amb la que va guanyar el premi a la millor fotografia al XLIII Festival Internacional de Cinema Fantàstic de Catalunya i Iron Sky, que va guanyar el premi de la pel·lícula finlandesa Jussi a la millor fotografia el 2008 i el 2011.

## Filmografia

### Cinema
- Skene (2004)
- Kadonneen kung fun metsästäjät (2004)
- Riot-On! (2004)
- Gourmet Club (2006)
- Fakiiri (2006)
- Pyromania (2006)
- Joulutarina (2007)
- Suurin ja kaunein (2008)
- Play God (2010)
- Rare Exports (2010)
- Rat King (2012)
- Iron Sky (2012)
- 8-pallo
- Lomasankarit (2014)
- Tuntematon sotilas (2017)

### Televisió
- The Dark Side of Porn (2006)
- Lemmenleikit (2008)
- Uutishuone (2009)
- Nymfit (2014)
- Ihon alla (2015)
- Sorjonen (2016 - 2019)
- Maailma liekeissä (2019)
- Cobra (2020)